# 中國嘉德
中国嘉德国际拍卖有限公司是總部位於中華人民共和國北京的一家拍賣公司，成立於1993年5月。該公司是中國最早開始经营中国文物艺术品的综合性拍卖公司之一。 與北京保利国际拍卖有限公司並為中國大陸兩大拍賣行。

## 歷史
該公司成立於1993年5月，在1999年和2009年兩度獲得在世界集郵展覽會舉辦獨家拍賣會的權力，也曾在2008年北京奥運會的博览會舉辦专场拍卖。

1994年創辦“大礼拜拍卖会”，次年改名为“周末拍卖会”，即在每月第二个周末舉辦。2005年再度更名為“嘉德四季”拍卖会，次數也從每月改為每季度。

## 組織
中国嘉德国际拍卖有限公司每年主要举办有春拍、秋拍和四期“嘉德四季”拍卖会。除去位於北京的總部外，在上海、广州、香港、台湾、日本及北美等地也設有办事处。

### 子公司
該公司旗下有經營香港拍賣業務的中国嘉德（香港）国际拍卖有限公司，此子公司成立於2011年5月，2012年10月在香港舉辦首拍。

## 外部連結
- 官方网站